# Fantasykunstenaar

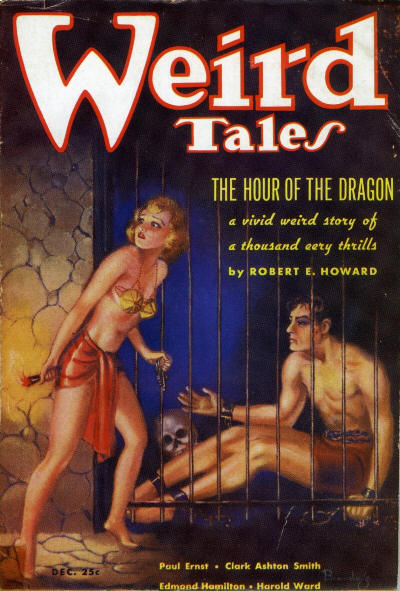
Vroege fantasykunst op de cover van het tijdschrift Weird Tales (december 1935)

Fantasykunstenaars zijn beeldende kunstenaars die werken maken op basis van het genre fantasy. Hun werk kenmerkt zich door het gebruik van fictieve wezens, imaginaire werelden, magie en andere bovennatuurlijke elementen.
De kunst die zij creëren gaat terug op mythologie, folklore en religieuze kunst. Fantasykunst ontstond begin 20e eeuw als illustratie bij fantasyliteratuur. Fantasykunstenaars maakten illustraties voor boekcovers of covers van (pulp)tijdschriften. Tot de jaren 1970 gebeurde dit grotendeels occasioneel en werkten de betrokken kunstenaars ook in andere genres. Het literaire succes van het fantasygenre en de bijhorende illustraties (onder andere de illustraties van Frank Frazetta voor de Conan-reeks in de jaren 1960) en vanaf 1973 het rollenspel Dungeons & Dragons zorgden voor een bloei van de fantasykunst. Een tweede en nog grotere impuls werd gegeven door de digitale revolutie. Films met computereffecten zorgden voor een grote populariteit van het fantasygenre en een grote toestroom van fantasykunstenaars die hun werk konden tonen via het internet.
Enkele bekende internationale fantasykunstenaars zijn:
- Alan Lee
- Amy Brown
- Boris Vallejo
- Brian Froud
- Frank Frazetta
- John Howe
- Luis Royo
- Michael Parkes
- Richard Dadd

Enkele bekende Nederlandse fantasykunstenaars zijn:
- Jeroen van Valkenburg
- Jos Weijmer
- Martin Jansen
- Sandy Knijf
- Saskia Hoeboer